# Црвена марама
Црвена марама (тур. Al Yazmalım) турска је телевизијска серија, снимана 2011. и 2012.
У Србији ће се ускоро емитовати на телевизији TDC.

## Синопсис
Асије је млада, сиромашна девојка, која започиње тајну везу са Илијасом, бунтовним младићем који сања да постане првак у мотокросу. Млади пар се убрзо и венчава, међутим, како Асије остаје трудна, почињу проблеми, будући да Илијас добија шансу да учествује на шампионату у мотокросу. Како му брак представља препреку на путу да оствари свој сан, Илијас напушта жену и дете.
Нешто касније се укрштају путеви Асије и Џемшита, човека који је изгубио своју породицу у разорном земљотресу. Њих двоје започињу заједнички живот, међутим у Асијин живот се враћа Илијас који је сазрео и спреман је да поврати своју породицу...

## Улоге
| Глумац:           | Улога:           |
| ----------------- | ---------------- |
| Сечкин Оздемир    | Илијас Авџи      |
| Озге Озпиринчџи   | Асије Хас        |
| Бариш Фалај       | Џемшит Атеш      |
| Орхан Алкаја      | Салих            |
| Зејнеп Еронат     | Фатма Авџи       |
| Маџит Копер       | Бахатин Хас      |
| Гозде Кансу       | Хелин Сезаиоглу  |
| Ахмет Сарачоглу   | Осман Бајикли    |
| Несрин Џавадзаде  | Ајча             |
| Сајгин Сојсал     | Тахир Огуз       |
| Нурсел Косе       | Мајрамхан        |
| Асли Ичозу        | Сехер Хас        |
| Ајтен Унџуоглу    | Гунер            |
| Бахадир Ватаноглу | Зафер Хас        |
| Пинар Унсал       | Ипек Хас Бајикли |
| Мине Килич        | Сибел            |
| Бурак Онал        | Омер             |
| Гозде Дуру        | Салиха           |
| Мерт Карабулут    | Али              |
| Меметџан Дипер    | Џем              |
| Еџе Диздар        | Нермин           |
| Тугче Кумрал      | Филиз Чинар      |
| Дефне Кајалар     | Суна             |
| Бурак Џан         | Џанкат Хас       |
| Анил Челик        | Метин            |
| Мунир Џанар       | Хикмет           |
| Хазел Чамлидере   | Мелек            |
| Умит Олџај        | Ахмет            |
| Берк Пами         | Мехмет Мемо Авџи |